# Linia kolejowa nr 420
Linia kolejowa nr 420 – łącząca stację Worowo ze stacją Wysoka Kamieńska.

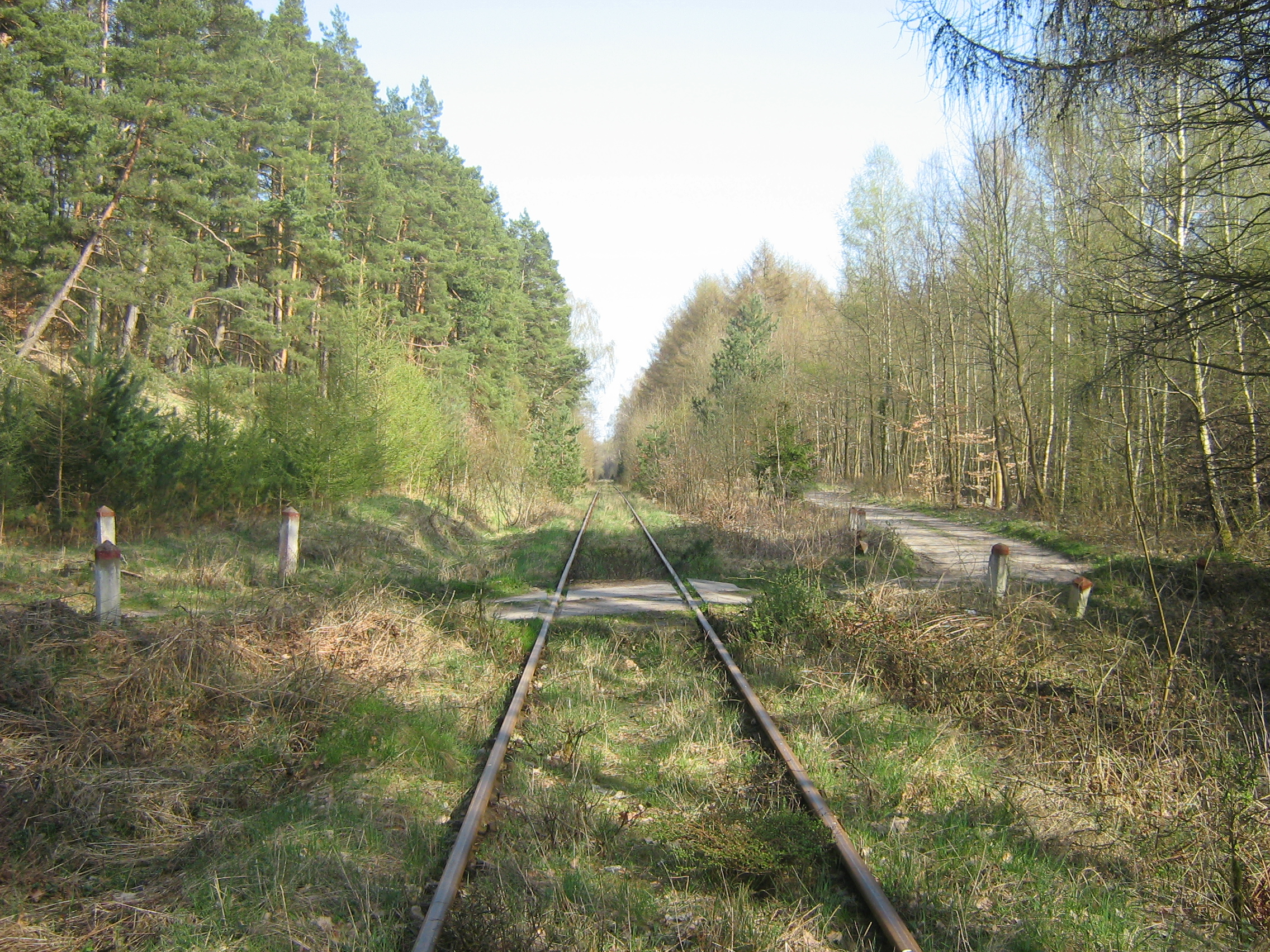
Linia kolejowa w kierunku Worowa